# 吴泰昌
吴泰昌（1937年3月5日—），笔名山风、吴繁、余乡，男，安徽当涂人，中国文学评论家、编辑家，曾任《文艺报》副总编辑，编审，中国散文学会、中国报告文学学会、中国大众文学学会副会长，中国作家协会名誉委员。